# Andraž Šporar
Andraž Šporar (Ljubljana, 27 februari 1994) is een Sloveens voetballer die bij voorkeur als aanvaller speelt. Hij tekende in januari 2020 bij Sporting CP.

## Clubcarrière
Šporar werd geboren in de Sloveense hoofdstad Ljubljana en speelde in de jeugd bij Olimpija Ljubljana, MNK Ljubljana en Interblock Ljubljana. Tijdens het seizoen 2011/12 maakte hij tien doelpunten in 21 wedstrijden op het tweede hoogste niveau in Slovenië. In 2012 trok de aanvaller naar Olimpija Ljubljana. Op 15 juli 2012 debuteerde hij op het hoogste niveau tegen NK Domzale. Eén week later maakte hij zijn eerste competitiedoelpunt tegen Rudar Velenje. In zijn eerste seizoen maakte Šporar elf doelpunten in 28 competitieduels. In totaal maakte hij zesenveertig competitietreffers in vijfennegentig competitieduels voor Olimpija. Die cijfers leverden hem in januari 2016 een transfer op naar FC Basel, dat 2,8 miljoen euro veil had voor de aanvaller. Ondanks zijn tussentijdse transfer werd hij dat seizoen met 17 treffers topscorer van de SNL, samen met Rok Kronaveter (Olimpija Ljubljana) en Jean-Philippe Mendy (NK Maribor).

## Interlandcarrière
In 2013 debuteerde Šporar in Slovenië –21, waarvoor hij per januari 2016 reeds zeven doelpunten in zeventien interlands maakte. Voorheen kwam hij uit voor Slovenië –19 en Slovenië –20. Onder leiding van bondscoach Srečko Katanec maakte hij zijn debuut voor het Sloveense A-elftal op 11 november 2016 in de WK-kwalificatiewedstrijd tegen Malta (0-1), net als Dejan Trajkovski (FC Twente). Šporar viel in dat duel na 83 minuten in voor Milivoje Novakovič. Hij werd op 7 juni 2024 door bondscoach Matjaž Kek opgenomen in de Sloveense selectie voor het EK 2024 in Duitsland. Slovenië speelde in de groepsfase gelijk tegen Denemarken, Servië en Engeland, waarna het in de achtste finales na strafschoppen werd uitgeschakeld door Portugal. Šporar kwam in iedere wedstrijd in actie.

## Erelijst
FC Basel
- Raiffeisen Super League

2016, 2017
 Olimpija Ljubljana
- Topscorer SNL

2016 (17 goals)